# Sreten Sretenović
Sreten Sretenović (in serbo Cpeтeн Cpeтeнoвић?; Čačak, 12 gennaio 1985) è un ex calciatore serbo, di ruolo difensore.